# Prapreče, Zagorje ob Savi
Prapreče este o localitate din comuna Zagorje ob Savi, Slovenia, cu o populație de 52 de locuitori.